# Sidi Slimane (Uede)
Sidi Slimane é uma vila na comuna de Bayadha, no distrito de Bayadha, província de Uede, Argélia. A vila está localizada a seis quilômetros (3,7 milhas) a sudeste da capital provincial Uede.